# Timpanoplastica
La timpanoplastica è un intervento chirurgico per la ricostruzione del timpano. Può anche essere associata ad una mastoidectomia o ad un'ossiculoplastica, come nel caso della chirurgia del colesteatoma.
In una timpanoplastica il medico pratica una incisione dietro l'orecchio in modo da poter prelevare la membrana timpanica. A questo punto si può effettuare un trapianto dal muscolo superiore autologo, oppure utilizzare un biomateriale come membrana per coprire la perforazione.
L'intervento dura circa un'ora e viene effettuato in anestesia locale, generalmente in regime di day hospital, e ha successo nel 90% dei casi.